# Epicharis flavotaeniata
Epicharis flavotaeniata är en biart som först beskrevs av Jesus Santiago Moure 1945.  Epicharis flavotaeniata ingår i släktet Epicharis och familjen långtungebin. Inga underarter finns listade i Catalogue of Life.